# Chiesa dei Santi Antonio Abate e Abbondio
La chiesa dei Santi Antonio Abate e Abbondio è un edificio religioso tardo gotico che si trova a Sant'Antonio.

## Storia
La prima menzione della chiesa risale al 1371, ma la struttura subì numerose modifiche nel corso dei secoli: nel Cinquecento fu rimodellata assumendo le forme attuali, con navata unica, le due cappelle laterali e il coro di forma poligonale. Nel XVII e nel XX secolo fu nuovamente modificata. Anche gli affreschi sul portico furono rimaneggiati più volte.
Nel corso del XX secolo fu restaurata in due occasioni: il primo intervento fu effettuato nel 1982, il secondo nel 2000.

## Descrizione

### Esterni
Sulla facciata, dominata da un campanile, si inserisce un portico diviso in due arcate. Su quest'ultimo si trovano alcuni affreschi che raffigurano Sant'Antonio abate e Sant'Abbondio sovrastati da Dio Padre, San Cristoforo col Bambino (entrambi nel frontone) e la Madonna fra i santi Antonio abate e Abbondio (nella lunetta).

### Interni
La navata è decorata con pitture tardo-ottocentesche ed è dotata di volta a crociera. Di rilievo il fonte battesimale secentesco nella cappella di sinistra e l'acquasantiera tardo-quattrocentesca o del primo Cinquecento che si trova sotto la cantoria. Sull'altare due sculture lignee di Ugo Cleis: un crocifisso e un tabernacolo, entrambi realizzati nel 1967.